# Sükösd
Sükösd è un comune dell'Ungheria di 4 101 abitanti (dati 2005). È situato nella contea di Bács-Kiskun.
Il nome deriva da san Sisto, patrono del comune